# Paddy Lowe
Paddy Lowe (Nairobi, Kenya, 1962. április 8. –) kenyai születésű brit állampolgár, aki a Mercedes Formula–1-es csapatának technikai igazgatója. Kulcsszerepet vállalt Nigel Mansell 1992-es világbajnoki címében az aktív felfüggesztés tervezésével, valamint mérnökigazgatóként Lewis Hamiltont is a címhez segítette 2008-ban.
Az angol szakember 1993-ban a McLarenhez szerződött, ahol az eltöltött két évtized alatt folyamatosan egyre feljebb jutott a ranglétrán. Kezdetben a wokingi csapat kutatás-fejlesztési részlegét vezette. Mielőtt 2011-ben rendszerfejlesztési főmérnök lett, nyolc évig a jármű technológia vezetője volt. 2005 és 2011 között Lowe a McLaren Mercedes főmérnöke volt, majd 2011 januárjától a csapat technikai igazgatója lett.

## Pályafutása
A Cambridge-i Egyetem részeként működő Sidney Sussex College-en szerzett mérnöki diplomát 1984-ben. Oxfordshire-ben levő Grove-ban hat évig dolgozott, ezalatt pedig elsőosztályú rendszermérnökként szerzett magának hírnevet. 1986-ban Frank Dernie felvette a Formula–1-es Williams csapathoz elektronikai részlegének társvezetőjeként, amelynél az új aktív felfüggesztésen dolgozott a következő szezonra. Versenyeket nyertek a Hondával, a technológia pedig gyors fejlődött, Paddy gond nélkül beilleszkedett új munkahelyére. A Williams aktív felfüggesztés-részlege lényegében három emberből állt, Paddy, Steve Wise és Philip Farrand személyében.Ez volt a csapat aranykorszaka.
A Williams FW14B mesterművé vált Patrick Head felügyelete alatt, Adrian Newey aerodinamikai munkájával, Paddy aktív felfüggesztésével és kipörgésgátlójával.
1993 nyarán csatlakozott a McLarenhez, ahol a kutatási-fejlesztési részleg vezetője lett. Ron Dennis azzal a céllal igazolta csapatához, hogy a leghatékonyabb aktív felfüggesztést fejlessze ki a legrövidebb idő alatt, de akkor az FIA váratlanul betiltotta a rendszert. Ezután különféle projektekben dolgozott a csapatnál. 2012 végén technikai igazgató pozíciójába került a McLarennél. Megkereste Toto Wolffot, aki akkoriban a Williamsnél volt kisebbségi tulajdonosként. Szerette volna a csapatnál látni. A Williamsszel való megbeszélések szépen haladtak, aztán 2012 késő nyarán Toto ajánlatot kapott a Mercedestől. Megfontolt válasza az volt, hogy Paddynek kérdés nélkül az új csomag részének kell lennie. Az ő érdeme, hogy Niki Laudát hamar sikerült meggyőzni. 2013-ban a McLarentől csaklizott el Ross Brawn, így végül minden akadály elhárult, hogy Toto Wolff-fal közösen irányítsák a Mercedest. Bob Bell a csapat technikai igazgatója lemondása után Lowe lett az ügyvezető. 2017-ben visszatért a Williamshez, mint technikai igazgató és résztulajdonos.